# AB de Lavals Ångturbin

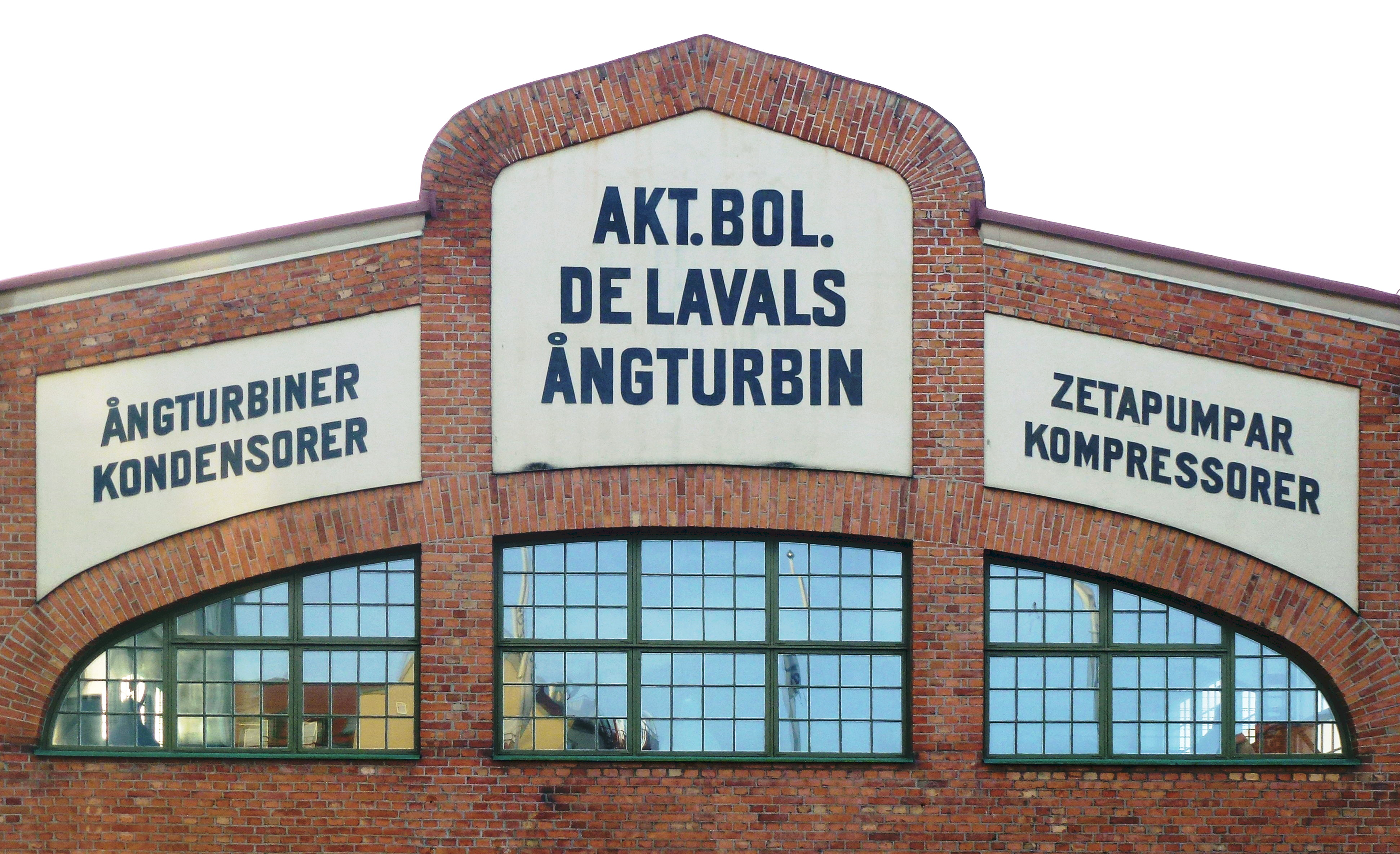
Turbinhallens gavel i Järla sjö.

AB de Lavals Ångturbin var ett svenskt verkstadsindustriföretag med bland annat tillverkning av ångturbiner.

## Historik

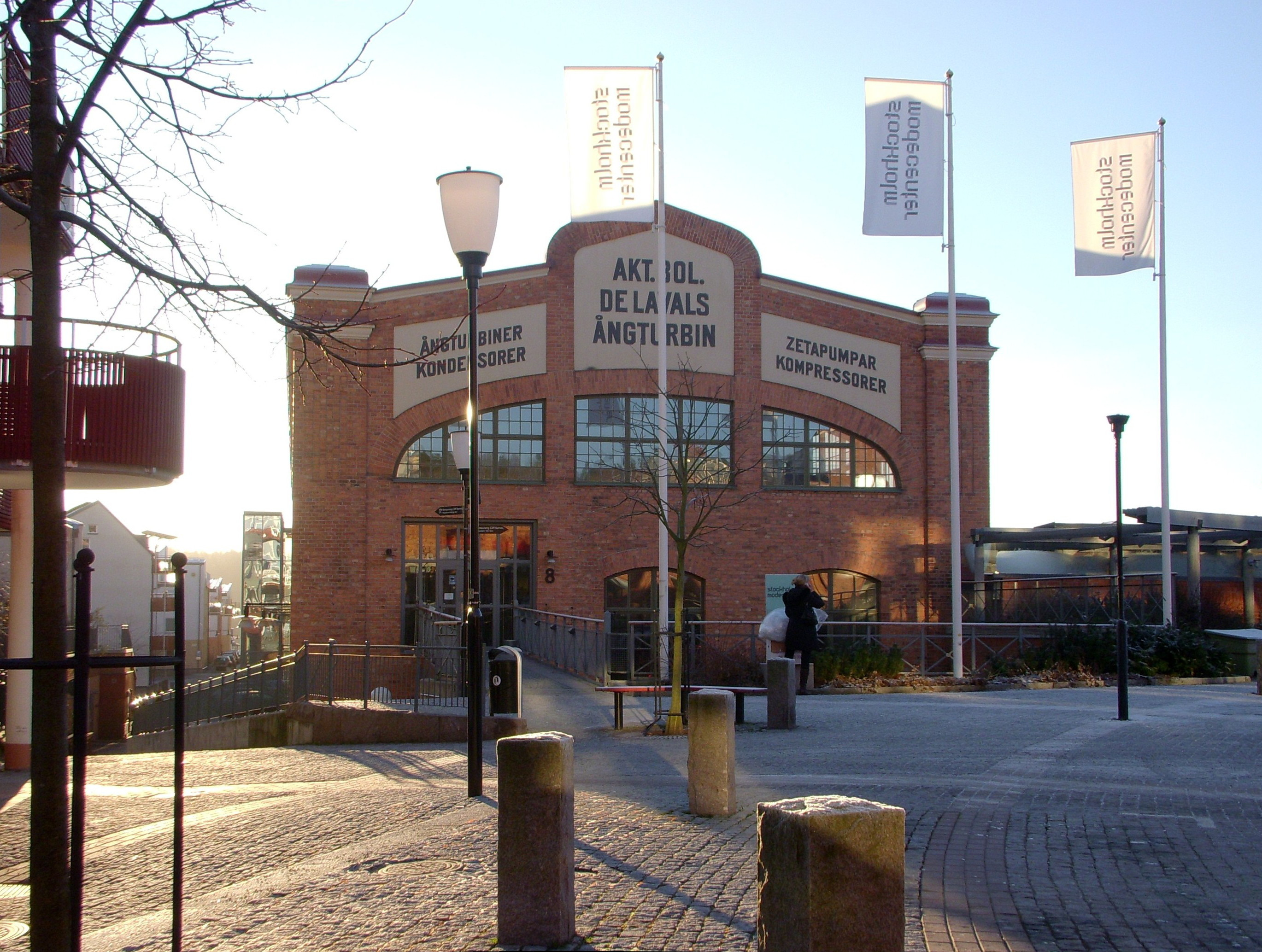
Gamla turbinfabriken i Järla sjö, 2008.

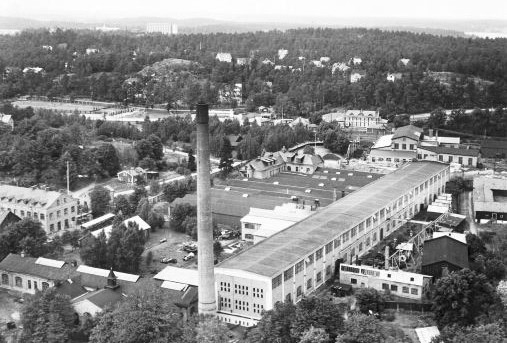
Fabriksområdet på 1930-talet.

Företaget grundades 1893. Under de första åren låg företaget, liksom AB Separator, på Kungsholmen i Stockholm. Snart köpte AB de Lavals Ångturbin upp Gustaf de Lavals Ångturbinfabrik som förutom tillverkning av ångturbiner även innehade Gustaf de Lavals patenträttigheter för dessa. Gustaf de Lavals första ångturbiner användes för att driva separatorer men de fick inte någon större betydelse. I slutet av 1880-talet utvecklade han en helt annan typ av turbin för att generera elektricitet. de Laval blev med denna turbin först i världen med ånghastigheter som var högre än ljudets hastighet. Bland annat hade man levererat ett koleldat och ångturbindrivet elektricitetsverk till Saltsjöbaden. 
Den 11 december 1895 köpte bolaget ett markområde mellan Saltsjöbanan och Järlasjön (motsvarande nuvarande bostadsområdet Järla sjö) i Nacka. Byggandet satte i gång i januari 1896, och i oktober kunde företaget flytta från sina tidigare lokaler på Kungsholmen i Stockholm. Den 200 meter långa montagehallen, som fortfarande finns kvar, byggdes 1911. Det var en av de första betongbyggnaderna i Sverige och en av de största industrihallarna på sin tid. Några år senare byggdes också en elektrisk verkstad och ett tackjärnsgjuteri. Verksamheten fortsatte att expandera och fram till 1960 uppfördes en rad byggnader inom området.
I början var företaget inriktat på tillverkning av små ångturbiner, med en maxeffekt av 500 hästkrafter. Efterfrågan på större enheter var dock stor, och 1908 började man sälja en ny typ av turbin, Laval Multipel. Modellen användes mycket inom pappers- och massaindustrierna. Efter första världskriget levererade man turbiner till nästan samtliga av den svenska flottans båtar. På 1950-talet började man också sälja turbiner till handelsflottans fartyg.
1959 slogs företaget samman med Svenska Turbinfabriks AB Ljungström i Finspång och det nya företaget kallades Turbin AB de Laval Ljungström, vilket 1962 ändrades till STAL-LAVAL Turbin AB. 1960 hade företaget 970 anställda.[källa behövs] Från 1962 började produktionen flyttas från Nacka till Finspång.
Turbinverksamheten ingår idag i Siemens-koncernen.

## Bilder, turbinhallen i Järla sjö

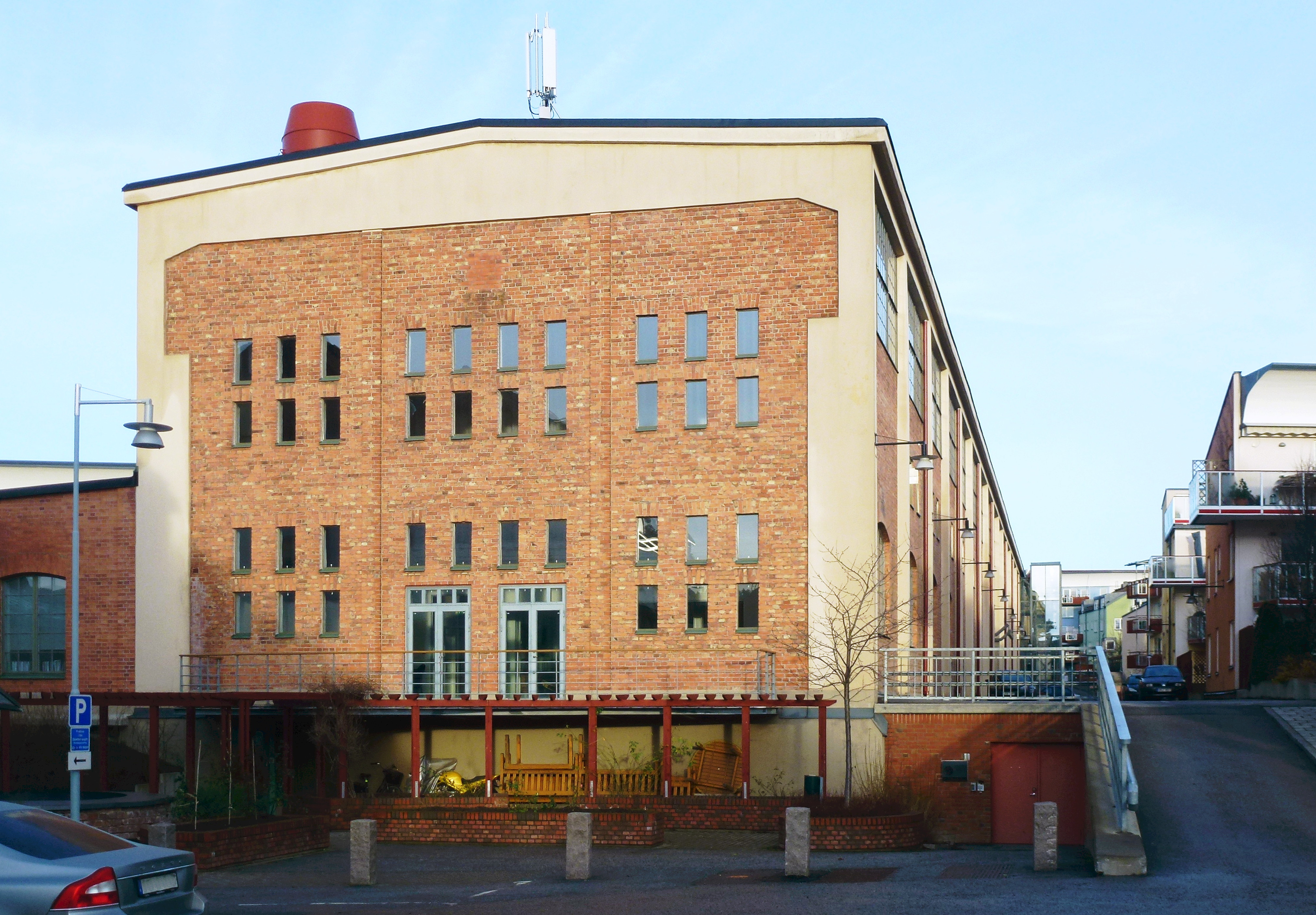
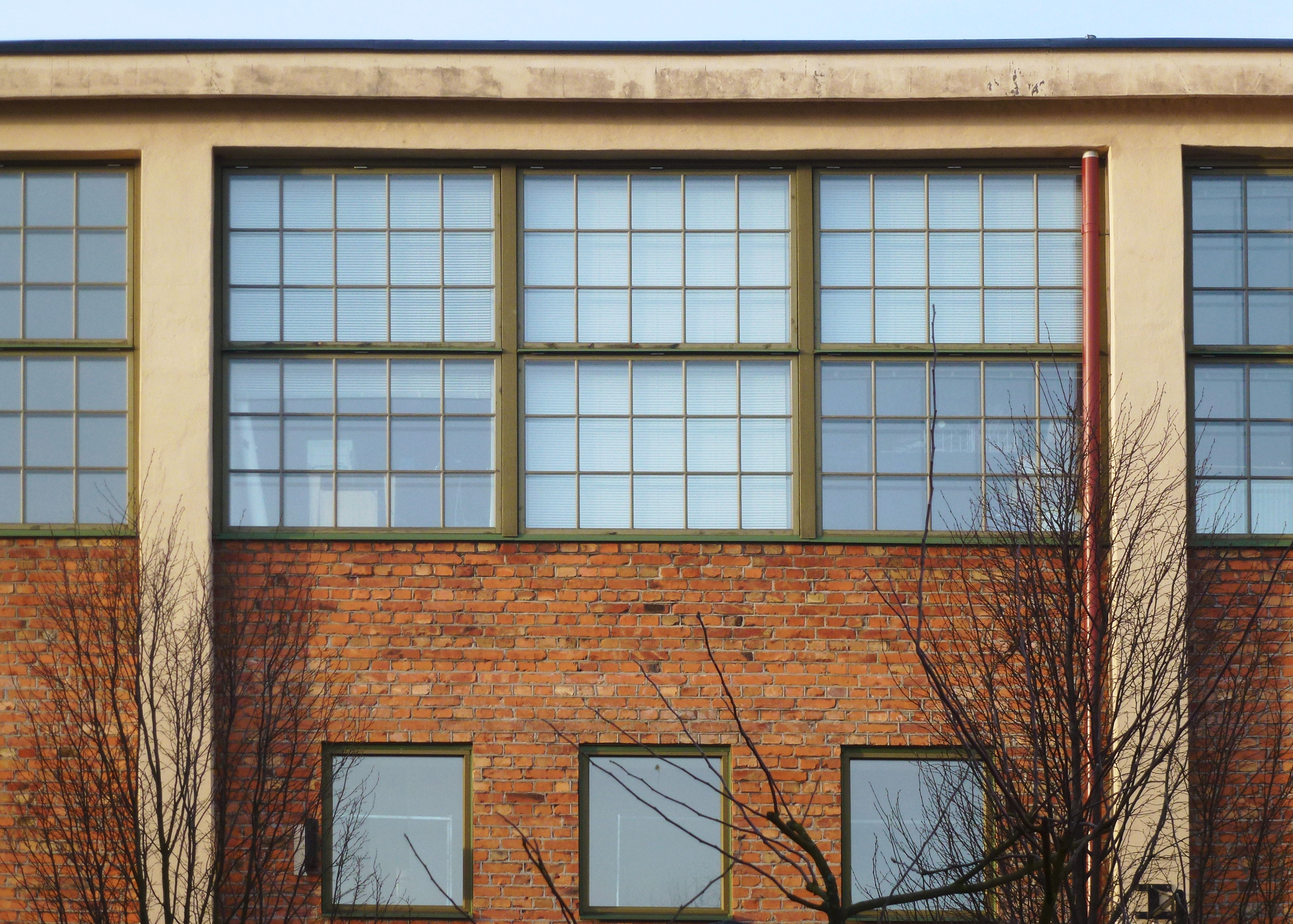
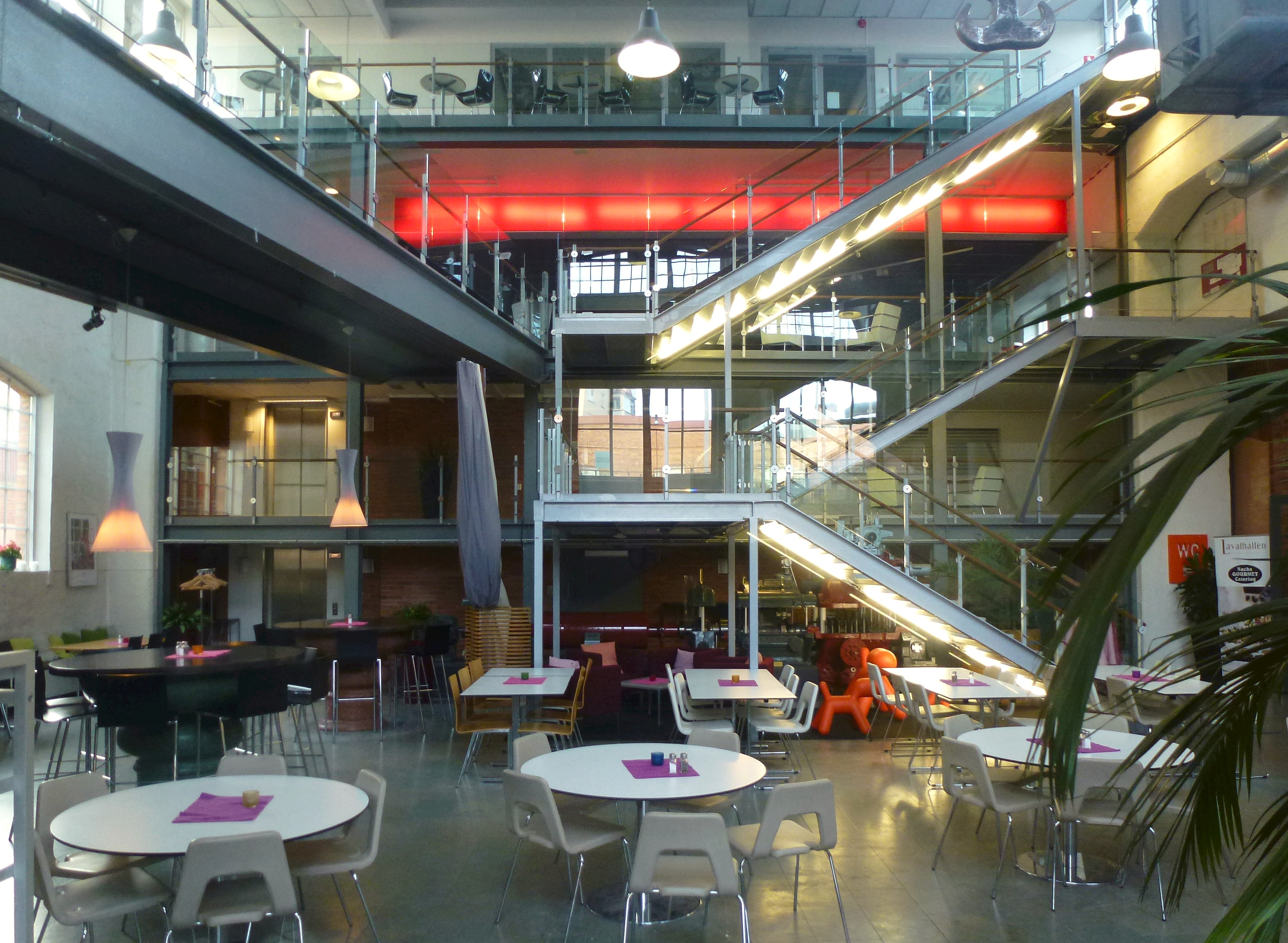
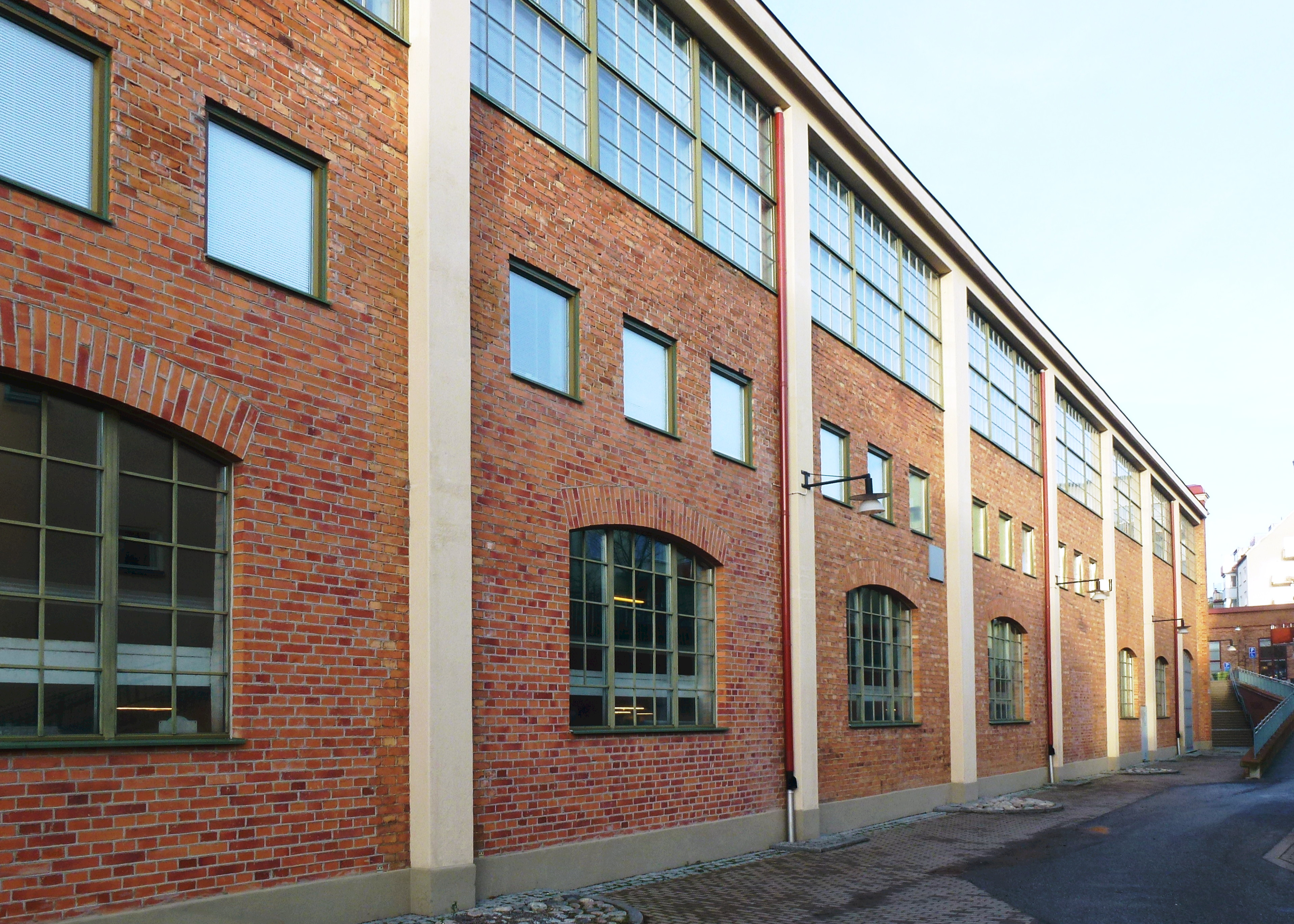

## Bilder, gjuteriet i Järla sjö

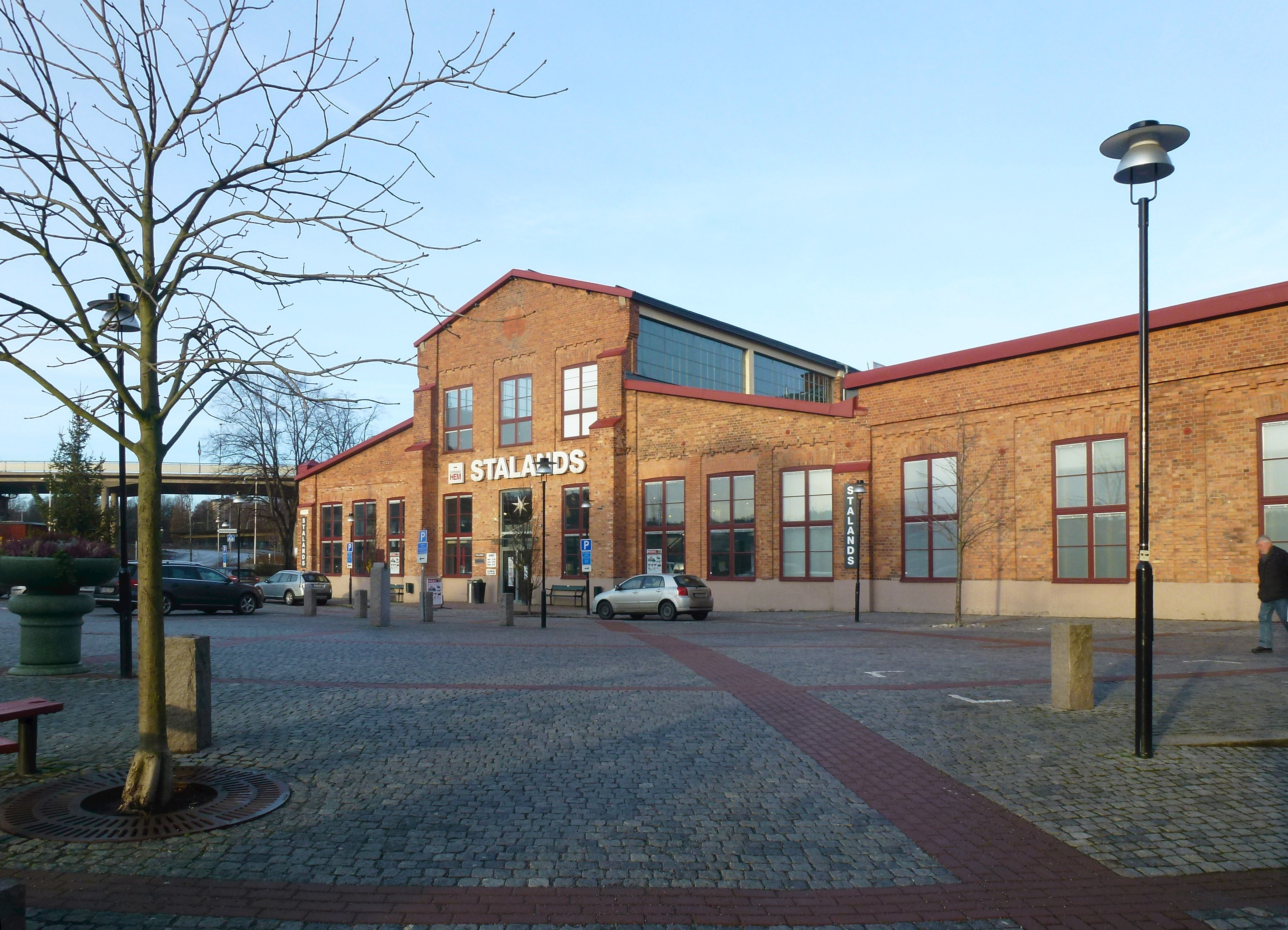
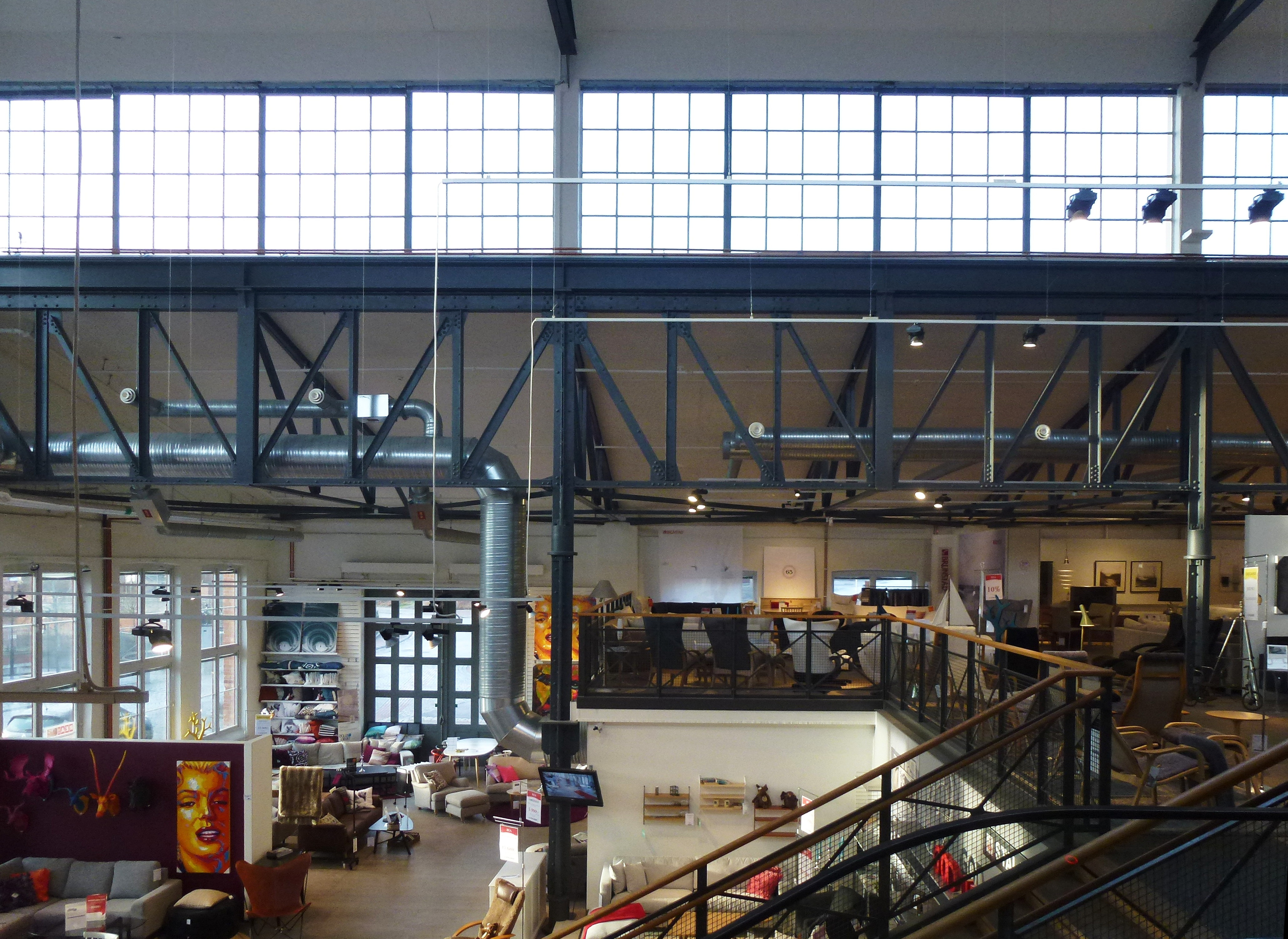
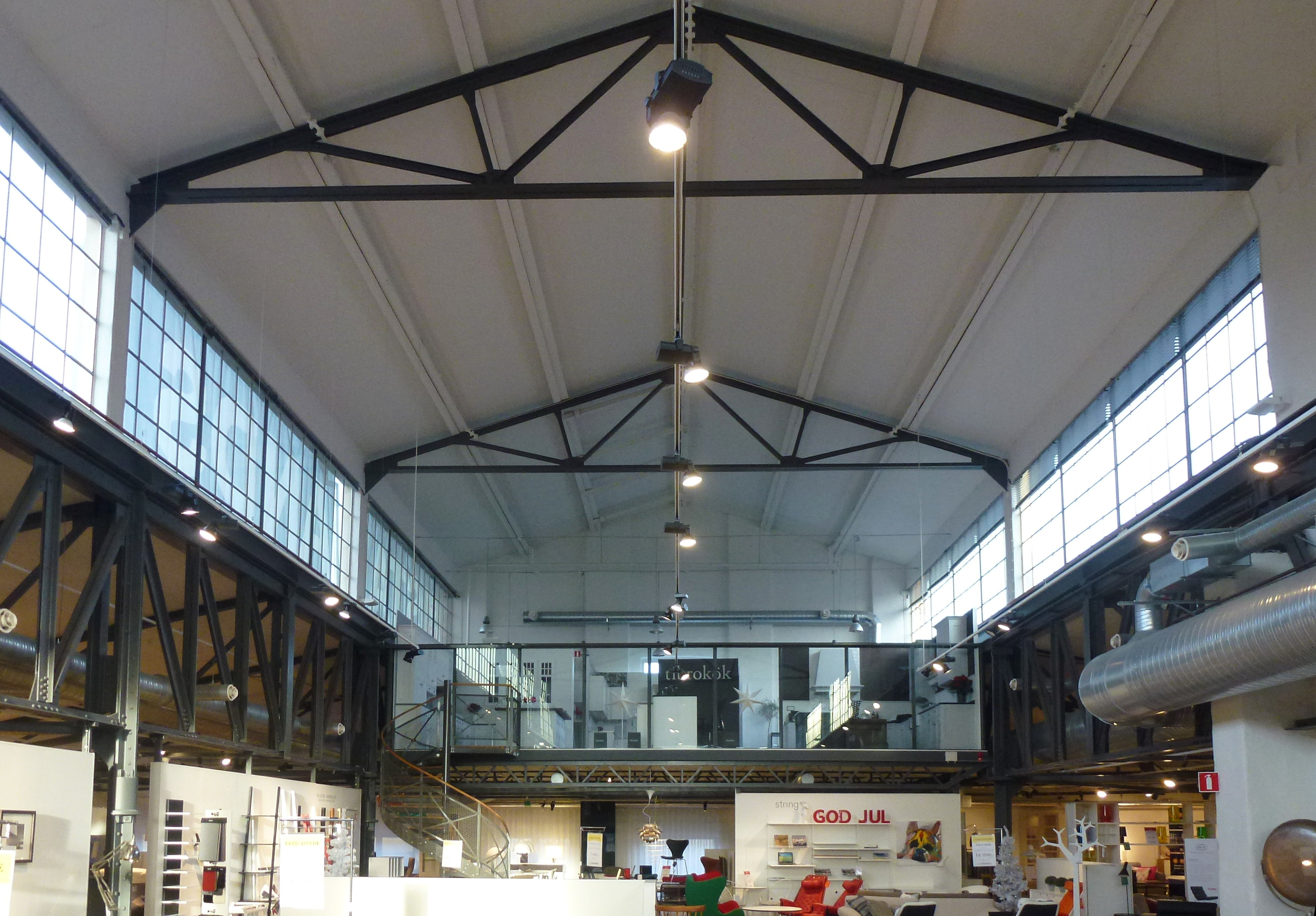
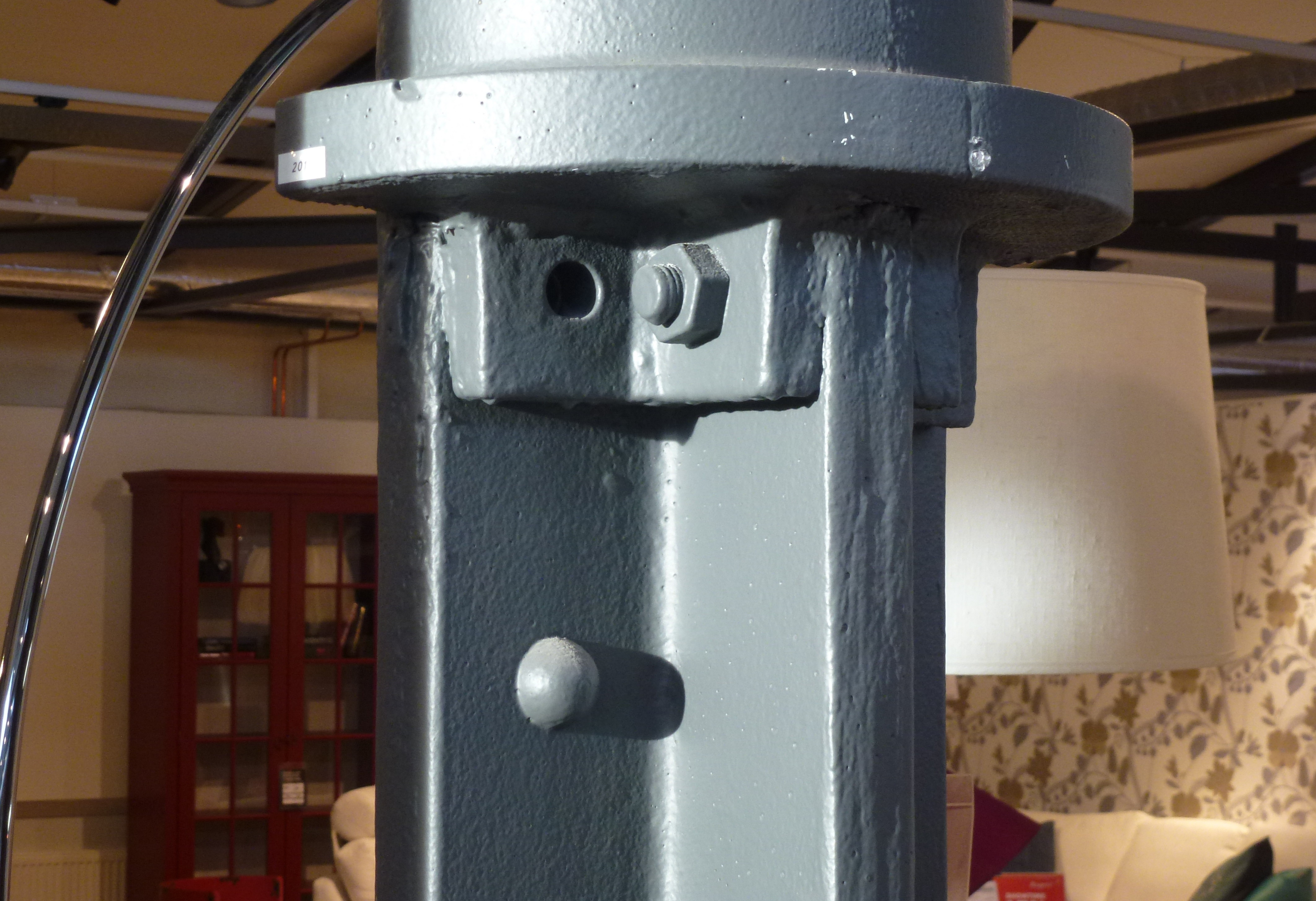

## Verkställande direktörer
- Daniel Norrman (1893–1911)[3]
- Gustaf Edquist (1912–1937)[4]
- Vilhelm Nordström (1938–51)[5]
- Ingvar Jung (1951–1959)[6]